# Tr3s
Tr3s o Tres es una banda de rock formada en 2003 en Bacólod, Filipinas.

## Historia
La Banda Tr3s o Tres, debe su nombre coloquial a dicho término, ya que originalmente la banda tiene tres intergantes. Además la banda tiene cinco miembros, como el cantante y guitarrista Mark Ramos, guitarrista/vocalista de respaldo, Justin Bondolan, bajista/vocalista de respaldo, Archie Toralba, el tecladista Jobim Garay y el baterista Tito Mijares. Ellos fusionan los diferentes géneros musicales como el rock alternativo al jazz, que son temas musicales inspirado en el amor. Estas virtuosas melodías que la banda interpretan, se perfeccionó por su vasta experiencia en su campo teniendo en cuenta que cada miembro utilizaba para realizar sus estilos musicales cuando pertenecían a otras diferentes bandas, antes del nacimiento de Tr3s o los Tres.

## Discografía

### Álbum de Estudio
| Artista | Álbum | Listas | Añó  | Reconocimientos   |
| ------- | ----- | --- | ---- | ----------------- |
| Tres    | Dayo  | Ikaw Ang Musika Angel I Look On Pangarap Ka Lamang Ikaw Ba Yan? Abot Ang Langit Minsan Ito'y Para Lang Sa'Yo Isipin Mo Na Lang One More Time Perfect Love Angel (acoustic version) Ikaw Ang Musika (acoustic version) | 2008 | Universal Records |

- Datos: Q16641959